# Norman Corwin

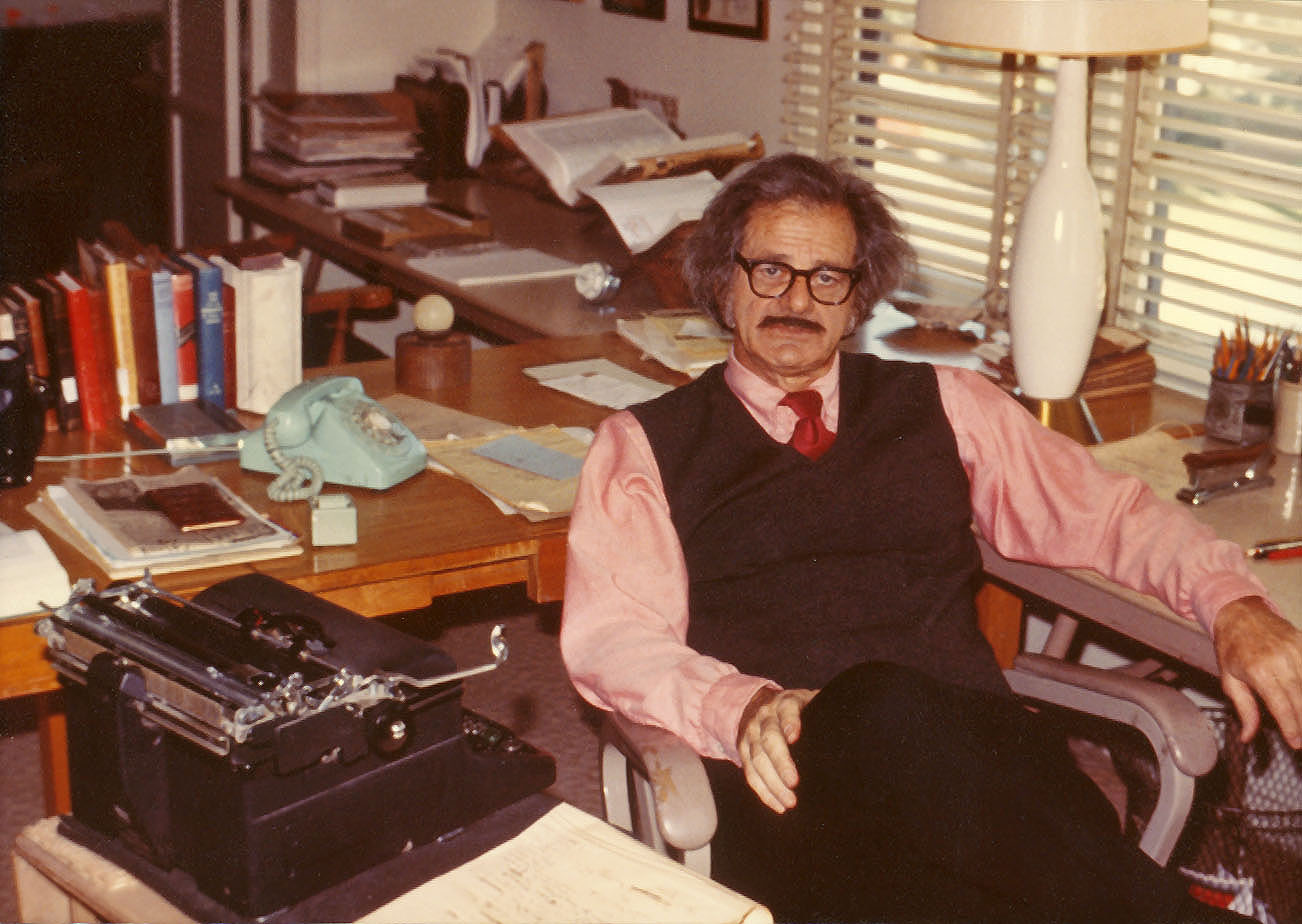
Norman Corwin (1973)

Norman Lewis Corwin (* 3. Mai 1910 in Boston, Massachusetts; † 18. Oktober 2011 in Los Angeles, Kalifornien) war ein US-amerikanischer Journalist und Autor.

## Leben
Norman Corwin galt in den Vereinigten Staaten als Autor des „Golden Age of Radio“, da er mit seinen Hörspielen in den 1930er- und 1940er-Jahren berühmt wurde. Seine ersten Berufserfahrungen sammelte er als Zeitungsjournalist, bevor er 1936 nach New York zog. 1938 begann er für CBS zu arbeiten. In den 1950er-Jahren schrieb er Drehbücher und arbeitete später für das Fernsehen.
Seit den 1990er-Jahren schrieb Norman Corwin wieder Stücke für das Radio und war an der USC als Dozent („Writer in Residence“) tätig. Der Dokumentarfilm über sein Leben, A Note of Triumph: The Golden Age of Norman Corwin, wurde 2006 mit dem Oscar ausgezeichnet.
Zu seinem 100. Geburtstag, den Corwin in Los Angeles feierte, erschien die 10-teilige CD-Edition „Norman Corwin: Centennial“. Norman Corwin starb ein Jahr später im Alter von 101 Jahren.

## Filmografie (Auswahl)
Drehbuch
- 1943: Auf ewig und drei Tage (Forever and a Day)
- 1951: Das Herz einer Mutter (The Blue Veil)
- 1953: Skandal um Patsy (Scandal at Scourie)
- 1956: Vincent van Gogh – Ein Leben in Leidenschaft (Lust for Life)
- 1958: Die nackte Maja (La Maja Desnuda)
- 1960: Das Buch Ruth (The Story of Ruth)

Literarische Vorlage
- 1944: Pinky und Curly (Once Upon a Time)